# Темиралиев, Досгул Темиралиевич
Досгул Темиралиевич Темиралиев (Темралиев) (1885 год, урочище Каракуль, волость No2 Калмыцкой части, Букеевская губерния, Российская империя — неизвестно) — советский государственный деятель. Нарком земледелия Казахской ССР.

## Биография
Досгул Темиралиевич Темиралиев родился в урочище Каракуль волости No2 Калмыцкой части Букеевской губернии в семье скотовода. Казах по национальности. Член Коммунистической партии с 1919 года.
В 1904 году окончил Ханско-Ставочное двухклассное училище в г. Урда.
В 1904-1912 годах писец во Временном совете, рабочий (станция Шунгай Рязано-Уральской ж.д.), писец в Царевском уездном совете, переводчик на Красноярском уездном съезде земских начальников Астраханской губернии.
В 1912-1917 годах волостной писарь, старшина волости No2 Калмыцкой части, депутат Таловской части, переводчик Временного совета Букеевской губернии.
В 1917-1918 годах участник установления советской власти в г. Урде.
2 декабря 1917 года на митинге общественности в п. Ханская Ставка избран членом Ревкома Киргизской степи (Букеевской области). Исполнял функции секретаря Облревкома.
3 декабря 1917 года Ревкомом утвержден помощником (заместителем) комиссара земледелия Совнаркома области.
С февраля 1918 года заведующий отделом финансов Букеевского облисполкома.
В 1918-1921 годах председатель уголовно-следственной комиссии, председатель ревтрибунала, заведующий особым отделом 4-й армии, председатель Букеевского губкома РКП(б), заместитель председателя, председатель Букеевского губисполкома (г. Урда).
В 1921-1922 годах член КазЦИКа, председатель Букеевского губернского совнархоза, комиссар по продовольствию Букеевской губернии.
С октября 1922 по декабрь 1923 года нарком земледелия Казахской АССР.
С марта 1924 года заведующий Букеевским губернским земельным отделом, прокурор Денгизского района (Букеевская губерния).

### Культурное наследие
Известно, что Темиралиев увлекался народной музыкой. По данным исследователя Александра Затаевича, он является автором двух казахских песен, которые вошли в сборник «1000 песен казахского народа» (Оренбург, 1925).

### Семья
Темралиев Мухамедгалий – член партячейки № 3 (Сайхинская), в связи с исключением из партии отчислен из 17-й Букеевской роты ЧОН с 15 марта 1923 года.
Темралиев Томаз Досгулович  – родился 19 января 1925 года в городе Актюбинск, Казахская ССР. Служил в 171-м гвардейском стрелковом полку 1-й гвардейской стрелковой дивизии. Завершил службу 1 сентября 1943 года.
Темралиев Лев Досгулович  – родился в 1926 году в Астраханской области, участник Великой Отечественной войны, награждён орденом Отечественной войны II степени (6 апреля 1985 года).